# Smalpannad stilettfluga
Smalpannad stilettfluga (Thereva microcephala) är en tvåvingeart som beskrevs av Friedrich Hermann Loew 1847. Smalpannad stilettfluga ingår i släktet Thereva och familjen stilettflugor. Enligt den finländska rödlistan är arten nära hotad i Finland. Enligt den svenska rödlistan är arten nära hotad i Sverige. Arten förekommer i Götaland, Öland, Svealand, Nedre Norrland och Övre Norrland. Artens livsmiljö är naturmoskogar. Inga underarter finns listade i Catalogue of Life.